# 倉位
仓位（英語：Position），又稱為倉位、頭寸，是期貨和選擇權之買賣交易的專有名詞，指買賣金融商品（如證券、期貨、貨幣、黃金等）的契約。

## 期貨交易
期貨合約稱為「部位」，為目前仍留置於市場中未沖銷的期貨契約，而部位的計算單位稱為「口」，每一口所表示的契約價值，則視該期貨合約內容而定。
看多市場趨勢，買進期貨，則為持有「多頭部位」；看空市場趨勢，賣出期貨，則為持有「空頭部位」。當某人擁有期貨合約時，其所持有部位不論是多單或是空單，皆可說持有「期貨部位」。
初次買進持有新的部位，稱為“建倉”；新的部位稱作“新倉”；而持有部位則稱為“持倉”；將部位以等量但相反買賣沖銷稱為“平倉”；當投資者賠光了賬戶裡面的所有錢以及保證金，甚至還欠證券公司的錢，此時則為“爆倉”。举例：某投资人将100万资金转入某券商账户，准备投资股票，则该投资人买入某股票的行为可称为建仓；持有该股票叫做持仓；购买股票资金为20万时，该投资人的仓位是20%；当购买股票投入资金达到一半（50万）时，称仓位为半仓；投资人继续买入该股票的行为称为加仓，当全部现金（100万）全部用于买入股票时，称为满仓；卖出一部分股票的行为称为减仓；将股票全部卖掉的行为称为平仓或清仓（英語：Liquidation／Cover／Offset）。
在諸如股票等證券交易市場，投資人有時也會使用「部位」一詞來說明投資持有狀況。例如：期貨部位、現貨部位。

## 術語
以期權合約說明倉位類型。
長倉 (long position)
投資者買入並非早前沽出的期權合約，代表他建立（open）長倉。投資者賣出早前買入的期權合約，代表他平了（close）長倉。
短倉 (short position)
投資者賣出並非早前買入的期權合約，代表他建立了短倉。投資者買入早前賣出的期權合約，代表他平了短倉。
長倉及短倉也可用於希臘字母（Greek），短倉代表該數值下跌時，對持有人有利。例如，短倉ν（short vega）指期權倉位在隱含波動性下跌時可獲利。
長短倉 (long short strategy)
同時買入及沽空兩隻不同股票或期貨，金額相同。投資者預期長倉的升幅（跌幅）高於（少於）短倉，以賺取差價。長短倉屬於市場中性策略，即大市上升或下跌時均有獲利機會，但並不是中性策略。
好倉 (bull position)
持有好倉的投資者預期相關資產的價格會上升。投資者會長倉認購權證（long call）或短倉認沽權證（short put）。
淡倉 (bear position)
持有淡倉的投資者預期相關資產的價格會下跌。投資者會長倉認沽權證（long put）或短倉認購權證（short call）。
中性策略 (neutral strategy)
投資者預期相關資產的價格會橫行，可以採用中性策略。投資者會短倉認購權證（short call）及短倉認沽權證（short put）。
轉倉（switch; rollover）
轉倉（滾倉）是期貨/期權交易的專有名詞。這些衍生工具具有到期日，不論買方或賣方，若想繼續持有與原來部位相同之多單或空單時，必須在市場將原來持有之近月期貨/期權合約平倉，同時買進或賣出遠月合約，即為轉倉。期權轉倉（rolling option）可選擇與原有期權不同的履約價。若履約價維持不變，只改變到期日，英文稱為roll out。轉倉時選擇較高或較低的履約價，稱為roll up或roll down。
期權轉倉時是否調整履約價，通常取決於相關資產的價格走勢。舉例來說，1月時，某股票的價格是$100，投資者沽出1個月後到期，履約價$95的認沽權證，並收取期權金作為回報。2月時，該股票升至$110，若投資者再次沽出履約價$95的認沽權證，將變得無利可圖。所以他在轉倉時調高履約價，沽出履約價$105的認沽權證，此操作稱為roll up。
開倉（open）
開倉（建倉）指投資者下單建立新倉位，分為長倉（buy to open）及短倉（sell to open）。
平倉（offset; cover; close）
平倉指投資者進行相反方向的買賣，完成交易，結算實現利潤。平倉操作可以是長倉（buy to close），也可以是短倉（sell to close）。
強制平倉（liquidation）
強制平倉（又稱爆倉、斬倉）指帳戶淨值低於維持保證金，金融機構把客戶的持倉強制結算。

## 相关概念
- 口（lot）
- 未平倉量

## 外部連結
- 名詞解釋：部位
- 名詞解釋：口 （页面存档备份，存于）
- (PDF) 證券及期貨事務監察委員會－英漢證券期貨及財務用語匯編 （第四版） （页面存档备份，存于）